# Joseph Vance

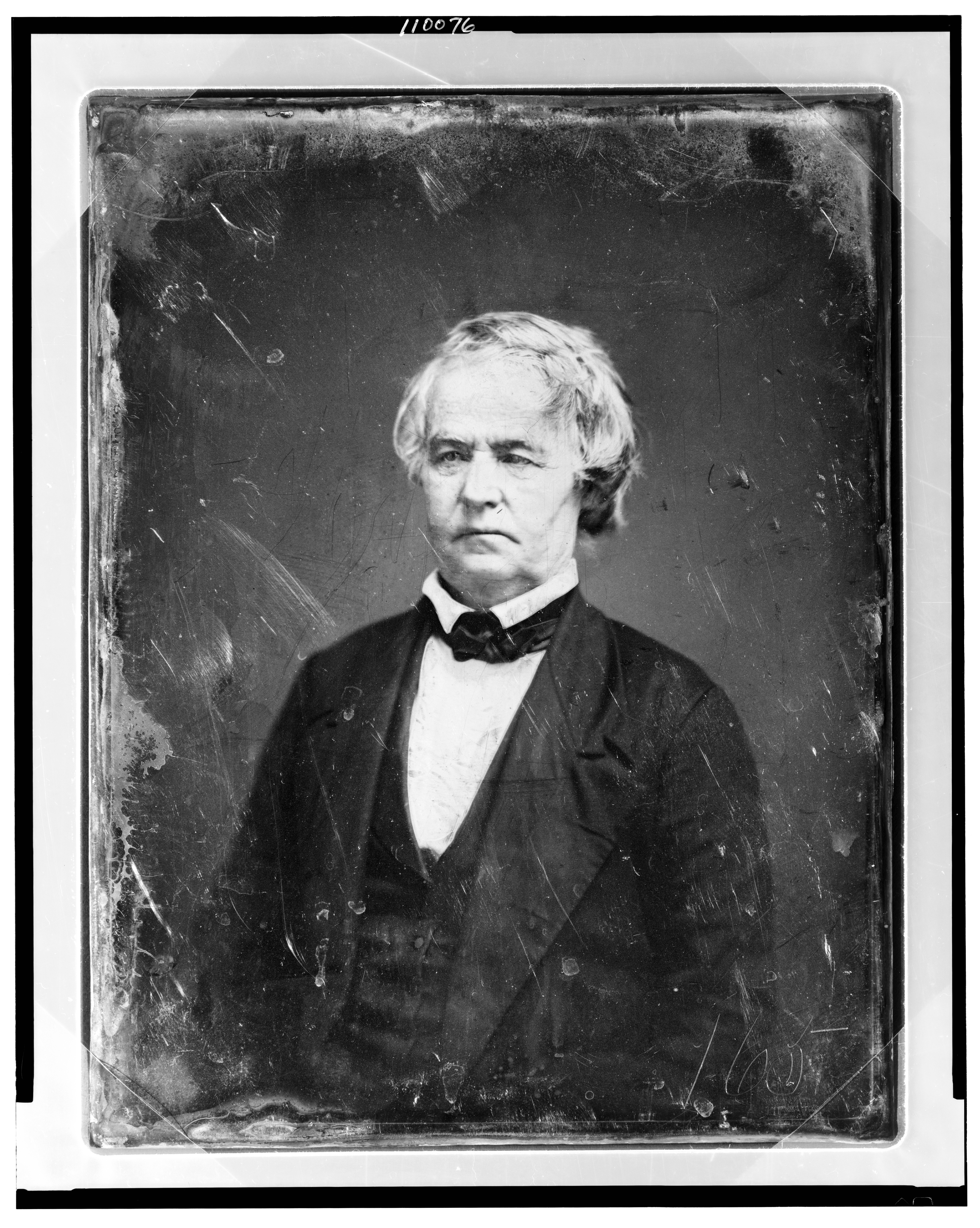
Joseph Vance

Joseph Vance (* 21. März 1786 in Catfish, Washington County, Pennsylvania; † 24. August 1852 in Urbana, Ohio) war ein US-amerikanischer Politiker und von 1836 bis 1838 der 13. Gouverneur des Bundesstaates Ohio.

## Frühe Jahre
Joseph Vance zog bereits 1788 mit seinem Vater nach Vanceburg in Kentucky. Dort besuchte er die örtlichen Schulen. Danach arbeitete er als Salzhändler. Dabei kam er auch in die Gebiete des Nordwestterritoriums. Im Jahr 1805 ließ er sich dort in Urbana nieder, wo er als Farmer arbeitete. Während des Krieges von 1812 kämpfte Vance in den Reihen der Miliz, wobei er vom Major bis zum Generalmajor aufstieg.

## Politische Laufbahn
Zwischen 1812 und 1816 sowie von 1819 bis 1820 war Vance Abgeordneter im Repräsentantenhaus von Ohio. Im Jahr 1820 war er Mitglied einer Konferenz zur Überarbeitung der Staatsverfassung. Zwischen 1821 und 1835 vertrat er seinen Bundesstaat im US-Repräsentantenhaus in Washington. Dort war er Mitglied mehrerer Ausschüsse. In dieser Zeit schloss sich Vance der Whig Party an. Im Jahr 1836 wurde er als erster Kandidat dieser Partei zum Gouverneur von Ohio gewählt, wobei er sich mit 51,6 Prozent der Stimmen gegen den Demokraten Eli Baldwin durchsetzte.
Vance trat sein neues Amt am 12. Dezember 1836 an. In seiner zweijährigen Amtszeit wurde der Kanalausbau in Ohio weiter vorangetrieben und eine Schulreform in die Wege geleitet. Vance setzte sich auch für die Abschaffung der Todesstrafe ein. Als er einen Fluchthelfer für Sklaven an den Staat Kentucky auslieferte, verlor er bei den Sklavereigegnern in Ohio an Ansehen. Das kostete ihn 1838 die Wiederwahl.
Zwischen 1839 und 1841 saß Vance im Senat von Ohio; zwischen 1843 und 1847 gehörte er nochmals dem US-Repräsentantenhaus an. Danach war er noch Delegierter auf der Whig National Convention, die im Juni 1852 in Baltimore stattfand. Joseph Vance starb im August desselben Jahres in Urbana. Er war mit Mary Lemen verheiratet.